# مانوئل پانینی
مانوئل پانینی (انگلیسی: Manuel Panini؛ زادهٔ ۵ اوت ۱۹۸۳) بازیکن فوتبال اهل ایتالیا است.
از باشگاه‌هایی که در آن بازی کرده‌است می‌توان به باشگاه فوتبال فروزینونه، باشگاه فوتبال یووه استابیا، باشگاه فوتبال فوجا، و باشگاه فوتبال کاتانیا اشاره کرد.